# Mr. Frank Visser doet uitspraak
Mr. Frank Visser doet uitspraak is een Nederlands televisieprogramma dat uitgezonden wordt door SBS6. In dit programma worden (hoofdzakelijk) burenruzies voorgelegd aan voormalig rechter Frank Visser, die hierover een bindende uitspraak doet. Vanaf het tweede seizoen komen er echter ook andere soorten conflicten en onderwerpen aan bod. De presentatie van het programma is in handen van Viktor Brand.

## Programmaformule
In het programmaformat bezoekt presentator Viktor Brand de partijen die in een onderling conflict verwikkeld zijn om na te gaan wat er speelt. Visser arriveert naderhand en vaak betrekt hij er een deskundige bij, waarmee hij de van toepassing zijnde situatie bekijkt.
Dit wordt gevolgd door een hoorzitting, op een ontmoetingsplaats in dezelfde omgeving. Bij deze hoorzitting zijn, naast de buren, ook andere belangstellenden betrokken die te maken hebben met het conflict dat speelt. Na afloop van de hoorzitting volgt korte tijd later de uitspraak en een kort slotgesprek tussen de presentator en de partijen, waar naar hun reactie gevraagd wordt op de zojuist gedane uitspraak. De uitspraak is een bindend advies, waartoe beide partijen vooraf een bindend-advies-overeenkomst ondertekenen. Een deelnemer kan vervolgens naar de rechter stappen, maar deze kijkt dan niet meer inhoudelijk naar het conflict, maar beoordeelt alleen of het advies van Visser op een redelijke manier tot stand is gekomen. In de zaken die voor de rechter zijn gekomen, was dat doorgaans het geval. Een deelnemer kan ook naar de rechter stappen als de tegenpartij zich niet houdt aan het bindend advies.
In de beginperiode eindigt het programma vaak met een kort bulletin waarin getoond wordt wat de partijen hebben gedaan naar aanleiding van de uitspraak. Na de eerste paar seizoenen zou aan deze vervolgen een apart tv-programma Mr. Frank Visser: hoe is het nu met? worden gewijd.
Op 30 september 2021 was Bart Beuving voor het eerst te zien als vervangende rechter voor Mr. Frank Visser.

## Incidenten
- Enkele dagen na de uitzending met buurvrouwen Conny en Tilly uit Lelystad, die overigens al eerder voor de rechter stonden in De Rijdende Rechter met John Reid, raakten beide vrouwen betrokken in een vechtpartij in de straat.[5] Tevens volgde enkele weken na de  uitzending een nieuwe rechtszaak tussen een aantal andere bewoners uit dezelfde straat.[6]
- Op 30 december 2021 werd in de landelijke media bekendgemaakt dat deelnemers Piet en Ria € 27.650 dwangsommen aan tegenpartij Manon en Wesley moesten betalen (plus rente) voor het niet (tijdig) naleven van de uitspraak. Hoewel aanvankelijk € 32.650 werd geëist haalde de rechter hier € 5.000 van af.[2][7]
- Op 20 april 2022 escaleerde een incident in Haarlem dat in 2020 te zien was in het programma, waarbij een deelnemer de tegenpartij in de supermarkt lijfelijk aanviel met een hamer. Hiervoor werd hij opgepakt, vastgezet en berecht voor poging tot doodslag. Tevens is hem een straatverbod opgelegd van een jaar. Dit werd op 14 juli 2022 in de landelijke pers bekendgemaakt.[8]